# Полицијска академија 5
Полицијска академија 5: Задатак у Мајами Бичу (енгл. Police Academy 5: Assignment Miami Beach), америчка је акциона комедија у режији Алана Мајерсона, по сценарију који је написао Стивен Кервик.
Командант Полицијске академије биће одликован на полицијској конвенцији у Мајами Бичу. На аеродрому бира погрешну торбу са украденим дијамантима. „Власници“ желе да их врате.

## Радња
Капетан Тадеус Харис и његов помоћник Карл Проктор инфилтрирају се у канцеларију комесара Херста да би добили неке инкриминишуће доказе о команданту Ерику Ласарду, на чијој позицији Харис жели да заузме. Имају среће када пронађу Ласардов досије, из којег сазнају да је Ласард пре годину дана достигао старосну границу за пензију, те да зато мора да поднесе оставку. Харис преноси ову информацију Људским ресурсима, а следећег дана, током дипломирања нових полицајаца, комесар Херст извештава да је Ласард пензионисан због навршених година за пензионисање и да ће Ласард бити одликован у Мајами Бичу као најбољи полицајац. декада. Вест о оставци веома узнемири Ласарда, али његови кадети Ларвел Џонс, Мозес Хајтауер, Јуџин Таклбери, Лаверн Хукс, Деби Калахан и Томас Конклин убеђују команданта да не окачи нос. Ово развесели Ласарда и он одлучује да поносно оде у Мајами Бич да се мало забави пре него што оде у пензију. Са собом позива и кадете. Харис и Проктор такође планирају да лете за Мајами Бич. По Харисовом наређењу, Проктор позива аеродром да резервише места прве класе, али грешком зове Ласардову канцеларију, где се у то време налазе полицајци, који, у знак одмазде за Ласарда, резервишу Хариса и Проктора у посебан авион, који је, како се испоставило, био носећи стоку Као резултат тога, Харис и Проктор морају да лете окружени многим животињама.
У међувремену, три разбојника, предвођена својим шефом Тонијем, опљачкају златару. Они сакривају све украдене дијаманте у телевизијској камери и такође лете у Мајами Бич. Иронично, они лете истим авионом као и службеници академије. А на аеродрому у Мајами Бичу случајно налете на Ласарда и, опет случајно, помешају своје торбе. Као резултат тога, торба са бандитском телевизијском камером пада у руке Ласарда, а Ласардова торба у руке бандита. На истом аеродрому, полицајце сачекају Ласардов нећак, наредник Ник Ласард, и шеф полицијске управе Мајами Бича, комесар Мардок, који каже Ласарду да га чека изненађење. Затим се полицајци пријављују у луксузни хотел и почињу да се забављају. Док је на одмору, Ник упознаје лепу полицајку Кејт, према којој почиње да осећа симпатије.
У међувремену, Тонијева банда долази код свог шефа. Међутим, у торби у којој је требало да буде ТВ камера, проналазе само акваријум са Ласардовом рибом. Шеф даје Тонију 24 сата да врати дијаманте. Тонијеви бандити, схвативши да Ласард има њихову торбу, почињу да га траже по свим хотелима и убрзо га проналазе. Међутим, до тада, Ласард је већ пронашао непознату телевизијску камеру у својој торби и сада хода са њом без растанка. Бандити на разне начине покушавају да украду Ласардову телевизијску камеру, али безуспешно. Тада Тони, док је био у хотелу, покушава насилно да отме камеру од Ласарда. Током ове борбе, дијаманти испадају из коморе. Бандити, схвативши да су разоткривени, зграбе пиштоље и, сакупивши дијаманте и узевши Ласарда за таоца, сакрију се у хотелском лифту. Истовремено, Ласард сматра да је ово Мардоково „изненађење“, а киднаповање је исценирано, па се не опире, па чак и саветима помаже бандитима. На пример, саветује их да се попну у његову собу и затраже хеликоптер на крову, којим могу да стигну до луке.
У овом тренутку, полицајци развијају план за спасавање Ласарда. Харис смишља план у коме ће Џонс, Хајтауер, Таклбери, Хукс, Калахан, Ник, Конклин и Кит провалити у Ласардову собу. Међутим, када службеници уђу у просторију, испоставља се да су бандити већ на крову, где је сат раније стигао хеликоптер. Полицајци схватају да је ово Харисово дело. У овом тренутку, Харис и Проктор већ чекају бандите на крову са извученим оружјем, а када бандити подигну руке у ваздух, Харис наређује Проктору да подигне оружје. Али због Прокторове неспретности, разбојници успевају да узму Хариса за таоца, након чега се укрцавају у хеликоптер и одлазе у луку, где се укрцавају у чамац и одлазе до јахте свог шефа. По доласку тамо, шеф наређује Тонију да убије Ласарда и Хариса као сведоке. Истовремено, Ласард и даље мисли да је то шала. У овом тренутку, официри академије се појављују на чамцима и упуштају се у битку са разбојницима. Међутим, Тони, узимајући дијаманте и Ласарда, украде један од чамаца и отплови. Ник, Кејт, Џонс и Таклбери иду за њим. Хајтауер, Хукс, Калахан и Конклин се боре против разбојника на плажи и убрзо су сви ухапшени. Током борбе, ослобођени Харис случајно пада у реку, где га напада алигатор, али Хајтауер, јурећи у воду, спасава Хариса. У међувремену, Ник, Кејт, Џонс и Таклбери прогоне Тонија и одводе га у ћорсокак. Али Тони циља на Ласарда, који и даље мисли да је то шала. Ник говори свом ујаку да су бандити стварни, а онда Ласард спретно неутралише Тонија и враћа дијаманте.
По повратку кући, Хајтауер је унапређен у поручника јер је спасио Хариса. А комесар Херст извештава да је Ласарду, због свог херојства, дозвољено да остане као командант академије и да је води све док и сам не пожели да се пензионише, што веома узнемирава Хариса.